# 大尼泊爾
大尼泊爾（英語：Greater Nepal）是一個政治地理概念，指超越尼泊爾目前的界限，包括1814年至1816年英尼战争結束之後所簽的蘇高利條約，領土被割讓給英國東印度公司下的區域。這個概念在許多尼泊爾民族主義團體還存在。

## 歷史疆界
根據1815年所簽的蘇高利條約，當時的尼泊爾王國把一部分被英國東印度公司征服之領土割讓給他們，該領土的跨越從東部提斯塔河，這些構成了現代印度的旁遮普邦、喜馬偕爾邦、錫金邦、西孟加拉邦及北阿坎德邦。包括位於西部喜馬偕爾邦的阿尔莫拉、帕坦科特、库马盎、德拉敦、加瓦爾、錫爾穆爾和西姆拉和康格拉，位於西部的石上印度河在現代國家的喜馬偕爾邦。
此外因為當地的却嘉在英尼战争中支持了英國，尼泊爾王國也把北部拉傑沙希（今日屬於孟加拉國）以及錫金割讓給英國東印度公司。重新獲取得這些領土是許多尼泊爾政治團體的目標。特別那些原本屬於尼泊爾王國領土在蘇高利條約之時被納入印度。
某些尼泊爾法律畢業生聲認為蘇高利條約從1947年8月15日印度獲得獨立之後就無效。尼泊爾出版社聲稱要收回失地，因為他們認為蘇高利條約自從1950年的印度-尼泊爾友好條約（Indo-Nepal Friendship Treaty）之後就無效了。

## 外部連結

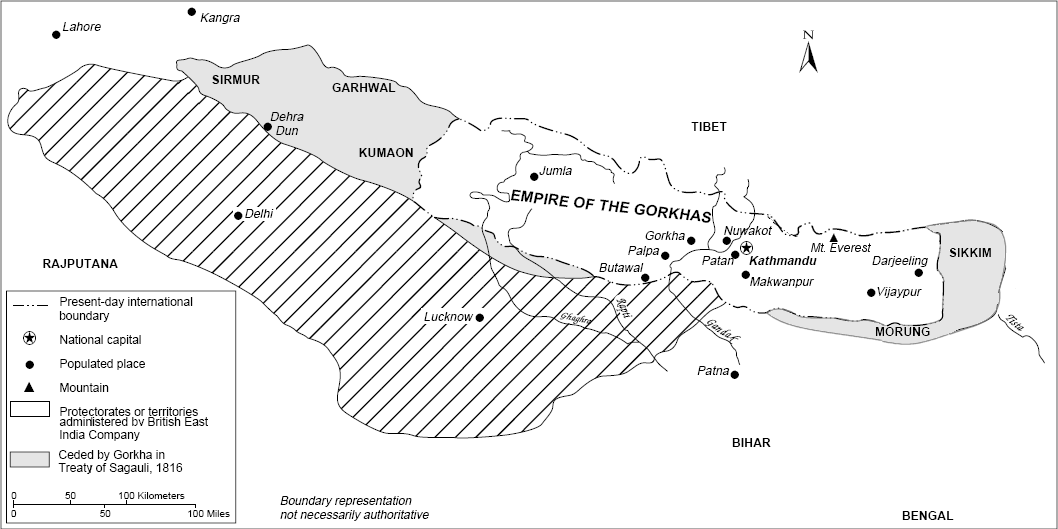

- We could regain Greater Nepal.（页面存档备份，存于） （英文）
- The Untold Pains of Nepal（页面存档备份，存于） （英文）